# 274472 Piet
274472 Piet este o planetă minoră (asteroid) din centura de asteroizi. A fost descoperită pe 28 septembrie 2008 la Borbona de Vincenzo Silvano Casulli⁠(d). 
Obiectul prezintă o orbită caracterizată de o semiaxă mare de 2,7211531510195 UAi, o excentricitate de 0,23, o înclinație de 9,4 ° în raport cu ecliptica.